# CS-420
La CS-420 (Carretera Secundària 420) és una carretera de la Xarxa de Carreteres d'Andorra, que comunica la CG-4, prop de Pal, amb l'Estació d'Esquí de Vallnord-Pal-Arinsal. També és anomenada Carretera de la Caubella.
Segons la codificació de carreteres d'Andorra aquesta carretera correspon a una Carretera Secundària, és a dir, aquelles carreteres què comuniquen una Carretera General amb un poble o zona.
Aquesta carretera és d'ús local ja què només l'utilitzen los veïns de les poblacions que recorre.
La carretera té en total 2,6 quilòmetres de recorregut.

## Recorregut
- Pal (CG-4)
- Estació d'Esquí de Vallnord-Pal-Arinsal
- Pla de la Caubella

| Tipus de Sortida | Direcció de la sortida                  | Carretera que hi enllaça | Qm  |
| ---------------- | --------------------------------------- | ------------------------ | --- |
| CS-420           | Pal                                     | CG-4                     | 0   |
|                  | Estació d'Esquí de Vallnord-Pal-Arinsal |                          | 2,5 |
|                  | Pla de la Caubella                      |                          | 2,6 |